# Anne Green (scénariste)
Pour les articles homonymes, voir Anne Green.
Anne Green est une scénariste américaine née en 1918 et morte après 1995. Elle a écrit pour la radio, le cinéma et la télévision.

## Biographie
Autrice de scénario elle-même, Anne Green rencontre le scénariste Howard Koch alors qu'elle est son assistante personnelle pendant l'écriture du scénario de Mission à Moscou (1943). Elle l'épouse l'année suivante et donne naissance à un fils, Peter. De 1946 à 1952, ils vivent à Palm Springs (leur hacienda est classée "monument historique" en 2009).
En 1952, Anne Green s'exile en Angleterre après que son mari est placé sur la liste noire de McCarthy, en partie à cause de son travail sur Mission à Moscou, qualifié de propagande communiste.
En 1956, elle revient aux États-Unis avec son mari et leurs enfants, et s'installe à Woodstock, dans l'État de New York.
Sa biographie, dates de naissance et de mort, est difficile à établir du fait de la forte présence médiatique de son homonyme, Anne Green, femme de lettres également. Sa date de décès est postérieure à 1995, puisqu'elle citée par le New York Times à la mort de son mari. La base de données IMDb confond allègrement les deux personnes. En revanche, son nom apparait bien dans une liste noire des membres supposés du complot communiste aux États-unis et son nom est cité par les ouvrages complotistes sur le même sujet.

## Carrière
Après une incursion dans le théâtre amateur, Anne Green commence sa carrière dans la publicité. Elle écrit également des scenarii pour la radio.
Après guerre, la presse rapporte des projets de Cassidy Productions avec Anne Green : une adaptation avec Richard Collins du roman See What I Mean (1945) ; le scénario de Earth and High Heaven, tiré du roman de Browne (1946); mais rien ne semble avoir été tourné.
En 1946, Anne Green écrit le scénario de Her Sister's Secret, de Edgar G. Ulmer.
En 1953, elle scénarise un épisode de la série télévisée Orient Express, « The Red Sash ».
Entre 1955 et 1957, elle prend un pseudonyme pour continuer d'obtenir des contrats américains malgré son exil en Angleterre. Sous le nom d'Anne Rodney, elle écrit des épisodes de la série télévisée anglaise Les aventures de Robin des Bois : « Checkmate », « Maid Marian », « The Prisoner », « Tables Turned », « The Inquisitor », « The Shell Game », « The Dream », « Hubert ».
Anne Green est également créditée, sous le nom d'Anne Rodney, au générique du film de 1991, Robin des Bois, de Terence Fisher et Ralph Smart.

## Filmographie
Scénariste
- 1946 : Her Sister's Secret de Edgar G. Ulmer
- 1953 : Orient Express, « The Red Sash », de Steve Sekely
- 1955 : Les Aventures de Robin des Bois, « Checkmate », de Ralph Smart
- 1955 : Les Aventures de Robin des Bois, « Maid Marian », de Ralph Smart
- 1956 : Les Aventures de Robin des Bois, « The Prisoner », de Bernard Knowles
- 1956 : Les Aventures de Robin des Bois, « Tables Turned », de Bernard Knowles
- 1956 : Les Aventures de Robin des Bois, « The Inquisitor », de Ralph Smart
- 1957 : Les Aventures de Robin des Bois, « The Shell Game », de Terry Bishop
- 1957 : Les Aventures de Robin des Bois, « The Dream », de Terence Fisher
- 1957 : Les Aventures de Robin des Bois, « Hubert », de Terence Fisher
- 1991 : Robin des Bois, de Terence Fisher et Ralph Smart